# Sich

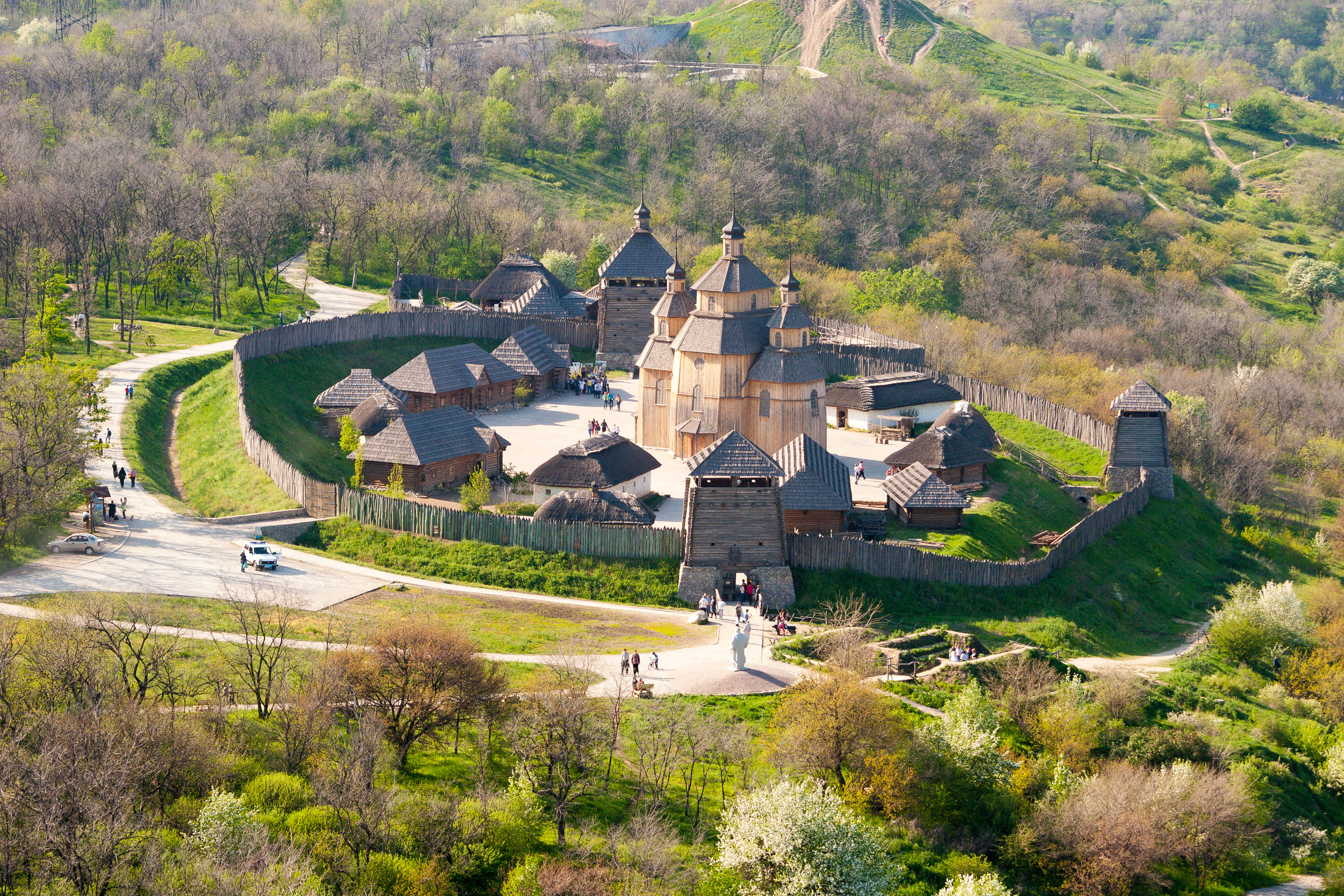
Reconstrucción del complejo del Sich de Zaporiyia en la isla fluvial de Jórtitsia.

Un sich (ucraniano: Січ) fue un centro administrativo y militar de los cosacos, especialmente, de los de Zaporiyia.
La palabra sich deriva del verbo ucraniano сікти sikty, "talar", con la implicación de talar un bosque para un campamento o para construir una fortificación con los árboles talados.

## Historia
El Sich de Zaporiyia fue la capital fortificada de los cosacos de Zaporiyia, situada a orillas del Dniéper, en los siglos XVI y XVIII en la zona de lo que hoy es Ucrania. La Rada de Sich era el órgano decisorio supremo del gobierno de la Hueste de Zaporiyia, o ejército de los cosacos de Zaporiyia.
Cuando la emperatriz Catalina II sometió a los zaporiyios en 1775, algunos de ellos se establecieron en el delta del Danubio, entonces bajo dominio otomano, donde construyeron el asentamiento fortificado del Danubio, el Sich del Danubio, mientras que otros se trasladaron al Kubán, en el noroeste del Cáucaso.